# Cutty Ranks
Philip Thomas (nascido em 12 de fevereiro de 1965), melhor conhecido como Cutty Ranks é um cantor de dancehall jamaicano. Ele ficou popular após participar da versão remixada do “El Cosita Mix”, de El Chombo (originalmente do álbum Cuentos de la Cripta), chamada “Dame Tu Cosita”, que se tornou um sucesso, com mais de 1 bilhão de visualizações no YouTube.

## Biografia
Thomas nasceu em Clarendon, May Pen, Jamaica em 1965.

## Discografia

### Álbuns
- 1991: The Stopper (Fashion)
- 1991: Lethal Weapon (Penthouse)
- 1991: Retreat (VP)
- 1992: From Mi Heart (Shanachie)
- 1996: Six Million Ways to Die (Priority)
- 2001: Back with a Vengeance (Artists Only!)
- 2005: Hard for It (Wallboomers)
- 2012: Full Blast (Philip Music)

### Coletâneas
- 2008: Limb By Limb – Reggae Anthology (VP)

### Álbuns colaborativos
- 1991: Another One for the Road (Greensleeves) – com Cocoa Tea e Home T
- 1991: Die Hard (Volumes 1 & 2) (Penthouse) – com Tony Rebel
- 1991: 20 Man Dead (Charm) – com Tony Rebel
- 1995: Rumble in the Jungle, Vol. 2 (Fashion) – com Poison Chang

### Singles
1980s
- 1986: "Gun Man Lyrics"
- 1986: "Greedy Girl"
- 1986: "Christmas Time"
- 1987: "Red Eye Business"
- 1987: "Boom Shot"
- 1989: "Kill Them Out"
- 1989: "Live Up"

1990s
- 1990: "Love Me Have to Get" (com Beres Hammond)
- 1990: "Russia and America"
- 1990: "Gang War" (com Cocoa Tea)
- 1990: "Retreat"
- 1990: "Sound Bwoy Retreat"
- 1990: "The Bommer"
- 1990: "Stick It Up"
- 1990: "The Stopper"
- 1990: "Cool Down"
- 1990: "Big and Rough"
- 1990: "Come Better"
- 1990: "The Loving Boom" (com Barry Boom)
- 1990: "Money Talk"
- 1990: "Business Talk"
- 1991: "Wait on Love" (com Leroy Smart)
- 1991: "Original Ranks"
- 1991: "Lambada" (with Wayne Wonder)
- 1991: "Fi Fe Fi Fo Fum" (com Tiger)
- 1991: "Dominate"
- 1991: "Original Loving" (com Dennis Brown)
- 1991: "The Going Is Rough" (com Home T and Cocoa Tea)
- 1991: "Money Money"
- 1991: "Really Together" (com Marcia Griffiths)
- 1991: "Dance Hall Rock" (com Barrington Levy)
- 1991: "Half Idiot" (com Marcia Griffiths)
- 1991: "One Man Something" (com Tiger)
- 1991: "Gimme Yu Lovin" (com George Banton)
- 1991: "Come with Me" (com Frankie Paul, Trevor Sparks & Yellow Bird)
- 1991: "Another One for the Road" (com Home T e Cocoa Tea)
- 1991: "Grudgeful"
- 1991: "Bring It Back" (com Brian & Tony Gold)
- 1991: "Move Off"
- 1991: "Love Is Not Simple" (com Ken Boothe)
- 1991: "Love Mi Hafi Get"
- 1991: "Move Up"
- 1992: "Roses Are Red"
- 1992: "The System"
- 1992: "A Who Seh Me Dun"
- 1992: "Leave People Man"
- 1992: "Wealth"
- 1992: "Pon Pause"
- 1992: "Living Condition"
- 1992: "Truth & Right"
- 1992: "Disappear"
- 1992: "Legal Thief" (com Sanchez)
- 1992: "Clare" (com Pliers)
- 1992: "Four Big Thief"
- 1993: "Soul Love" (com The Blessing)
- 1993: "Limb By Limb"
- 1993: "Everything Legit"
- 1993: "Home Training"
- 1993: "Rude Boy Rides Again"
- 1993: "As You See It"
- 1994: "Hustle Hustle"
- 1994: "String Dem Up"
- 1994: "Weh Dem a Watch We For" (com General Levy)
- 1994: "Armed and Dangerous"
- 1994: "One Lick Off the Ball"
- 1995: "You Must'n Greedy" (com Barrington Levy)
- 1995: "Bad Police"
- 1995: "The Return"
- 1995: "Looking My Love" (com Barrington Levy)
- 1996: "Punk Fi Go Hide"
- 1996: "Rip and Run Off" (com Cocoa Tea)
- 1996: "My Woman" (com Barrington Levy)
- 1996: "Rude Boy Game"
- 1996: "Detrimental"
- 1996: "Blood on the Corner"
- 1996: "D.J. Line Up"
- 1996: "Bush Tonic"
- 1997: "Get Warm" (comh Frankie Paul)
- 1997: "Lyrical War"
- 1997: "Take You Out" (com Cocoa Tea)
- 1998: "Get Away Driver"
- 1998: "Big Machine"
- 1998: "Set You Free" (com Singing Melody)
- 1998: "Me Nah Backdown"
- 1998: "Personal Experience"
- 1998: "Healing of the Nation"
- 1998: "Peace Treaty"
- 1998: "Wuk Dem Hard"
- 1998: "Guiltyness" (com Edi Fitzroy)
- 1998: "No More Will I Roam" (com Dennis Brown)
- 1999: "Come Down"
- 1999: "Bun Dem"
- 1999: "Gal Banger"

2000s
2010s
- 2011: "Try Again"
- 2013: "Rebel for Life" (com Naâman)
- 2016: "Man a Lion"
- 2018: "My Town"
- 2018: "Dame Tu Cosita" (com El Chombo)